# オリンピックのローデシア選手団
オリンピックのローデシア選手団は、ローデシア・ニヤサランド連邦および南ローデシア、通称ローデシアのオリンピック選手団。19世紀末、ローデシアはイギリス南アフリカ会社によって植民地化され、イギリス直轄領となった。1953年、隣国北ローデシアとニヤサランドとともにローデシア・ニヤサランド連邦を結成したが、1963年に連邦は解消した。1965年にローデシア共和国として独立したものの、黒人弾圧問題で国際的に孤立し、1968年メキシコシティーオリンピックには参加することができず、1972年には国際オリンピック委員会から追放された。1980年、イギリス連邦加盟国の共和制ジンバブエが誕生した。

## 概要
1912年ストックホルムオリンピックオリンピックには1928年アムステルダムオリンピック、1960年ローマオリンピック、1964年東京オリンピックの3大会に参加したが、メダルの獲得はなかった。冬季オリンピックへの参加はなかった。

## メダル獲得数一覧

### 夏季オリンピック
| 大会名              | 金     | 銀     | 銅     | 計     |
| 1928 アムステルダム | 0      | 0      | 0      | 0      |
| 1932 ロサンゼルス   | 不参加 | 不参加 | 不参加 | 不参加 |
| 1936 ベルリン       | 不参加 | 不参加 | 不参加 | 不参加 |
| 1948 ロンドン       | 不参加 | 不参加 | 不参加 | 不参加 |
| 1952 ヘルシンキ     | 不参加 | 不参加 | 不参加 | 不参加 |
| 1956 メルボルン     | 不参加 | 不参加 | 不参加 | 不参加 |
| 1960 ローマ         | 0      | 0      | 0      | 0      |
| 1964 東京           | 0      | 0      | 0      | 0      |
| 合計                | 0      | 0      | 0      | 0      |